# 토코다카사우리아
토코다카사우리아(이탈리아어: Tocco da Casauria)는 이탈리아 아브루초주 페스카라도에 위치한 코무네다.
도시의 중심지는 몇세기 동안 토코(Tocco)라고 알려졌고, 다카사우리아(da Casauria)는 1861년 이후에 도시 명칭에 추가되었다. 페스카라 강과 작은 개천 아롤레(Arolle) 사이에 있는 작은 언덕에 위치해있다. 신진대사에 영향을 주는 마이엘라 허브를 섞어 만든 술인 센테르베가 여기서 생산된다.

## 유명 인물
- 프란체스코 파올로 미케티
- 헨리 살바토리